# Agraz
El apellido gallego Agraz es originario de la villa de Betanzos, en la provincia de La Coruña, España. Proviene de un caballero de Alfonso II "El Casto", que en lucha contra los moros los desalojó de la Coruña en una batalla librada en un campo de viñas cuyo fruto estaba en agraz, de lo cual viene su nombre. Caballeros de este linaje pasaron a Castilla en 1246 para ayudar a Fernando III "El Santo" en la conquista de Jaén, donde fundaron otra casa. Actualmente, el apellido Agraz se encuentra mayoritariamente en España, México y Argentina.

## Escudo de armas del apellido Agraz
En campo de oro, dos racimos en agraz (sin madurar aún) pendientes de un sarmiento de su color natural.

## Obras genealógicas del apellido Agraz
El escritor Gabriel Agraz García de Alba llevó a cabo una extensa obra de la familia Agraz de Tecolotlán, Jalisco, México. Esta se titula "Un linaje de San Agustín de Tecolotlán: Los Agraz", publicada en 1957. En ella se remonta hasta principios del siglo XVIII, comenzando con el matrimonio entre Don José Tadeo de Agraz y Doña Andrea de Contreras de Araiza. El libro sigue detalladamente a cada uno de sus descendientes, hasta llegar a la generación actual.
- Datos: Q2916698
- Multimedia: Agraz (surname) / Q2916698